# Пласт (организация)
Пласт — Национа́льная ска́утская организа́ция Украи́ны (укр. Пласт — Національна скаутська організація України) — украинское движение скаутского типа (отдельная организация), возникшее вслед за английским, немецким и другими национальными молодёжными движениями в 1911 году на части территории нынешней Украины, которая входила в то время в состав Австро-Венгрии. 12 апреля 1912 года состоялось первое принятие пластовой присяги во Львове. Этот день считается Днём рождения «Пласта». Основателями организации были Александр Тисовский, Пётр Франко и Иван Чмола. Название происходит от украинского «пластун» — казак-разведчик. Организация насчитывает около 10 000 человек. Во время Второй мировой войны «Пласт» был запрещён сначала польской, потом немецкой оккупационной властью, поскольку многие члены «Пласта» действовали в Организации украинских националистов (бандеровского толка). После окончания боевых действий деятельность «Пласта» на территории СССР была прекращена и вытеснена собственной системой — октябрята, пионерия и комсомол. Однако одноимённые скаутские кружки возникают в различных странах Америки, Европы и в Австралии. С конца 1980-х годов организация возобновила свою работу в Украине, однако в основном она активна в западных регионах страны.

## История

### Происхождение названия
Слово «пласт» было использовано как аналог английского слова «скаутинг» (англ. scouting — разведка). Происходит от казаков-пластунов, которые выполняли функцию разведчиков в казацком войске.

### 1-й этап. Начало (1911—1920 гг.)

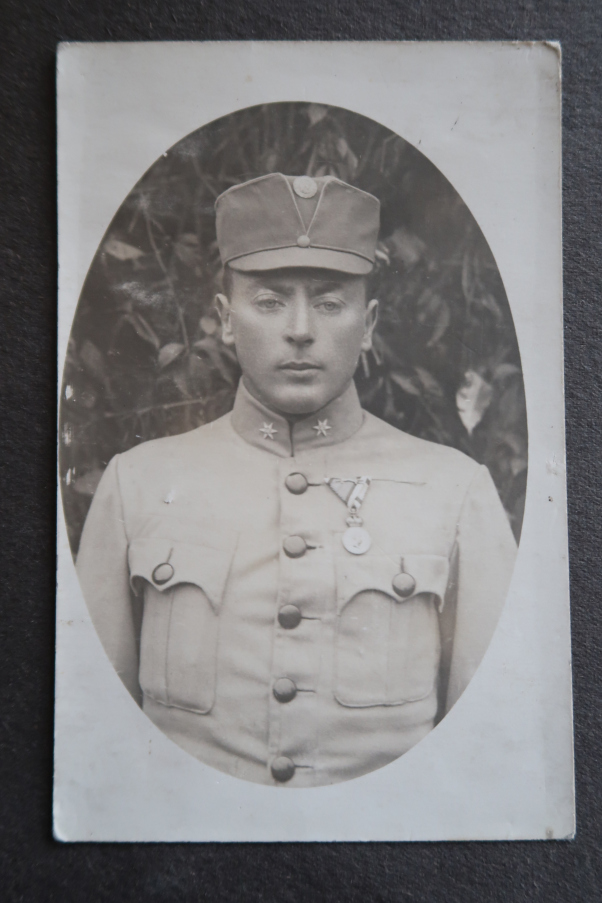
Сооснователь Пласта Пётр Франко

В 1908 году основатель скаутского движения Баден-Пауэлл издал книгу «Скаутинг для мальчиков» (англ. Scouting for boys), которая была переведена на многие языки. В том числе, на украинский её перевёл Александр Тысовский, один из основателей первых пластовых (скаутских) групп при Академической гимназии во Львове. Независимо от Тысовского, в создании пластовых групп участвовали также Иван Чмола и Петро Франко. Если последние акцентировали принципы пластования на физическом и военном развитии, то Александр Тысовский занимался теоретическим воспитанием молодёжи.

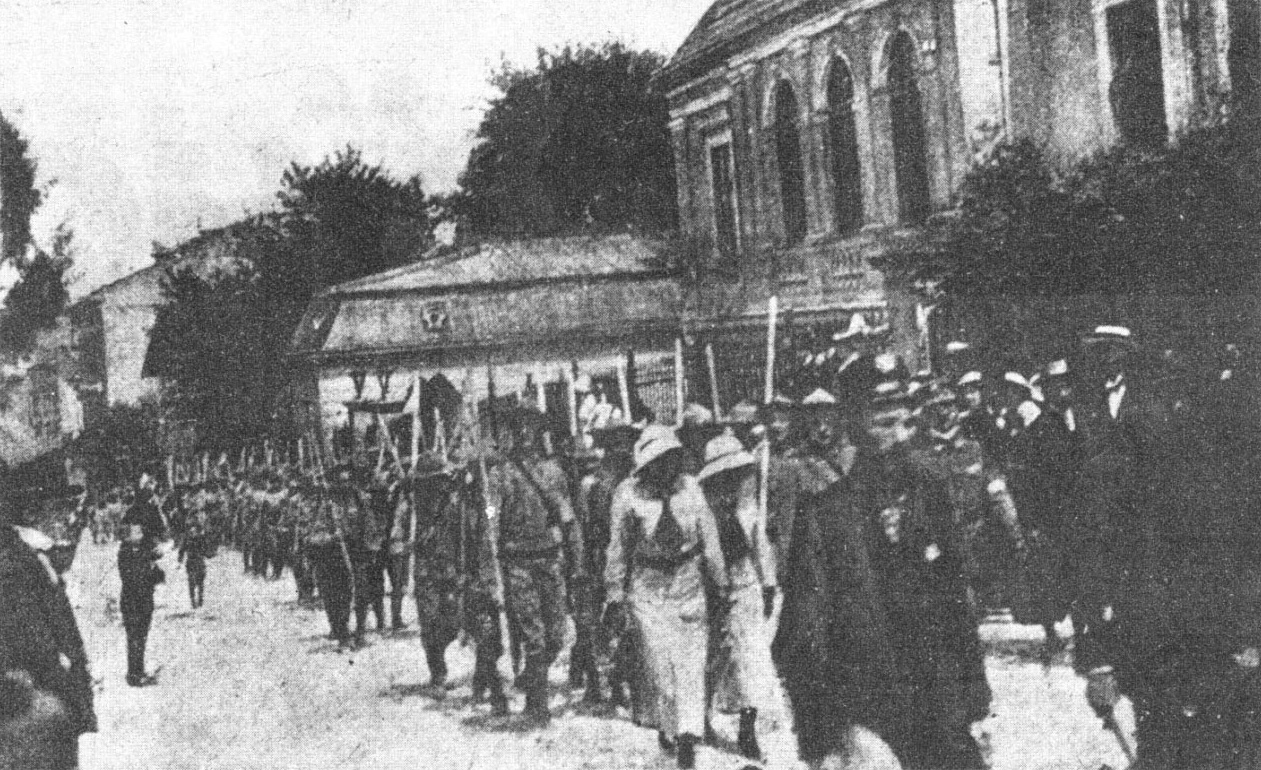
Пластуны в походе

Он разработал систему пластовых проб (заданий), которые должны были сдавать пластуны, чтобы получать новые звания и всесторонне развивать себя. Через несколько месяцев деятельности, 12 апреля 1912 года, сдали первую пробу на ступень «участника» и приняли Пластовую присягу на верность Богу и Украине около 40 человек. Эта дата считается официальной датой основания «Пласта».
1911 год для украинских молодёжных организаций был характерен резким взлётом патриотизма и интереса молодёжи к украинским военным традициям. В «Пласте» в то время молодёжь учили стрелять из ружья и револьвера, ходить в далёкие военные марши с рюкзаками, подавать сигналы, правильно перевязывать раненых и так далее.

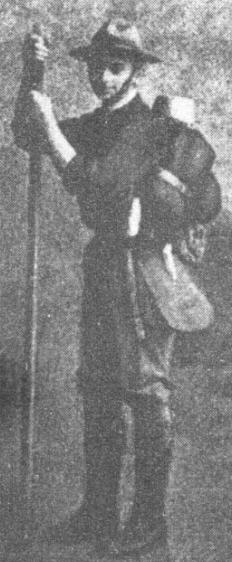
Поручик УСС Осип Яримович во время своего пребывания в Пласте

В 1912 году пластовые группы расширили свою географию по всей Галичине. Австрийская власть поддерживала создание и деятельность спортивных молодёжных организаций, поэтому поддержала и «Пласт». В 1913 был устроен первый пластовый лагерь, а уже в 1914 году пластовые ячейки существовали во всех больших городах Галичины, однако они не сотрудничали между собой и не имели централизованной власти. 12 февраля 1914 года во Львове был созван Пластовый Съезд, на котором был создан руководящий орган Пласта — Центральную Пластовую Управу (ЦПУ). ЦПУ провела регистрацию всех пластовых ячеек и разделила их на 11 округов. Был налажен выпуск пластовой литературы, утвержден проект пластового одностроя (формы) и пластовых отличий. Фундаментальным трудом для воспитания молодёжи стала книга Тысовского «Пласт», которой пользовались все пластовые ячейки. Численность пластунов в 1914 году составила около 800 человек, а ячейки организации расширились ещё и на Закарпатье и Буковину.
За три года деятельности информация о Пласте как о военной патриотической организации разошлась по всей Западной Украине, и с началом Первой Мировой войны большинство пластунов согласилось воевать в рядах Сечевых Стрельцов. В общем, к Сечевым Стрельцам присоединилось около 2,5 тысяч людей из организаций «Сокіл», «Січ» и «Пласт» . Части УСС, возглавляемые сотниками-пластунами отличились в боях на Макивке и Лысоне.

С провозглашением Первого Универсала Центральной Рады, «Пласт» начал распространяться на землях Надднепрянщины. До этого были попытки основания ячеек в Киеве и Бахмутском уезде, однако новосозданная Украинская Скаутская Организация была насильно присоединена к «Бой-скаутам России». Хотя «Пласт» в Галичине возник раньше, он не имел никакого влияния на «Пласт» в центральных украинских землях. Самыми большими пластовыми ячейками стали Белая Церковь, Каменец-Подольский и Чернигов. О деятельности пластунов в других городах известно очень мало, поэтому говорить о их влиянии и численности довольно тяжело. Первый юношеский пластовый курень на Надднепрянской Украине был создан в Белой Церкви. Основателем этого куреня был бывший инструктор «Бой-скаутов России» Евген Слабченко (Деслав). Официальным названием украинских пластунов в Белой Церкви было «Украинские Бой-скауты» (УБС). Украинская власть позитивно относилась к созданию пластовых куреней, поэтому отдала УБС помещение в Украинском клубе в Белой Церкви. Развитием пластовых групп занимались различные учреждения УНР.

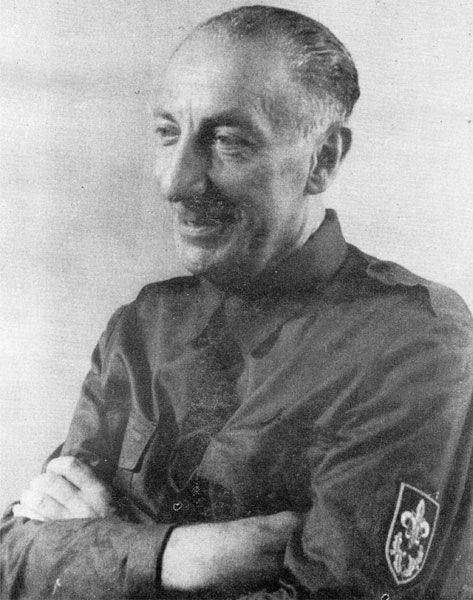
Сооснователь Пласта Александр Тысовский

## Цели и программа

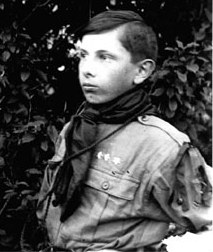
Юный Степан Бандера в «Пласте», 1923 год

Деятельность юношей (пластунов) основана на трёх пробах — в каждой пробе есть перечень того, что нужно сделать на протяжении года. Например, в первой пробе необходимо выучить основы организации, приобрести форму пластуна, пройти первый лагерь. Во второй пробе — углубить полученные раньше знания и приобрести новые, хорошо показать себя в лагере, подготовить для других несколько самостоятельных гутирок (гутирка (зап.-укр.) — букв. «болталка», небольшая интерактивная лекция). В третьей пробе предлагается провести девять самостоятельных проектов: лагеря, акции в городе, социальная работа, сотрудничество с международными проектами.

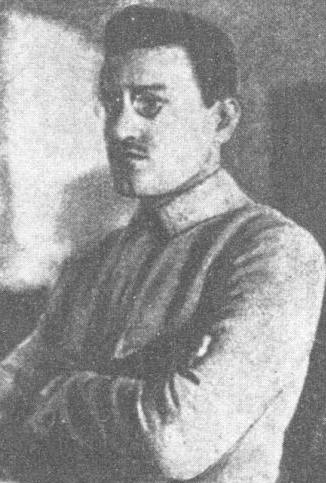
Сооснователь Пласта Иван Чмола

Формально «Пласт» — национальная скаутская организация Украины — неполитическая и внеконфессиональная молодёжная организация. Цель Пласта — содействовать всестороннему, патриотическому воспитанию и самовоспитанию украинской молодёжи на основах христианской морали; опираясь на идейные основы Пласта, воспитывать молодёжь сознательными, ответственными и полноценными гражданами местного, национального и мирового общества, лидеров общества.
Для достижения воспитательных целей Пласта действует пластовая методика воспитания, основные принципы которой заключаются в добровольности членства в организации, воспитании и обучении через игру и труд, поэтапной программе занятий и испытаний, системе самоорганизации групп, поощрению инициативы и самоуправления, познанию природы и жизни среди природы, поддержке специальных интересов и талантов детей и молодёжи.
По оценке Института проблем воспитания Академии педагогических наук Украины, февраль 2020 года «Пласт» являлся единственной организацией Украины, которая имеет четкую и эффективную воспитательную систему. Программа занятий в «Пласте» включает еженедельные занятия групп, прогулки, экскурсии, лагеря, творческие, спортивные, интеллектуальные и другие соревнования, военную и идеологическую подготовку. В течение года он организовывает и успешно проводит более 100 воспитательных лагерей разной специализации: спортивные, морские, по воздухоплаванию, творческие, лыжные, альпинистские, археологические, конные, экологические и т. д.. В лагерях пластуны на практике закрепляют знания и умения, которые они освоили на еженедельных занятиях в течение года.

## Современность

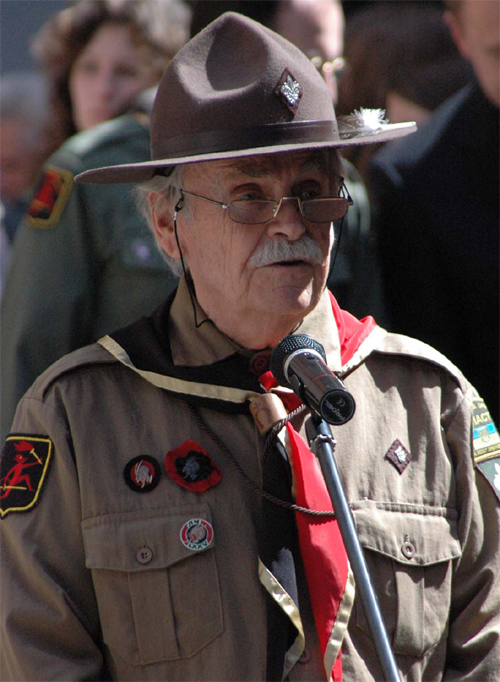
Б. Д. Гаврилишин в костюме скаутской организации «Пласт» (2007 год)

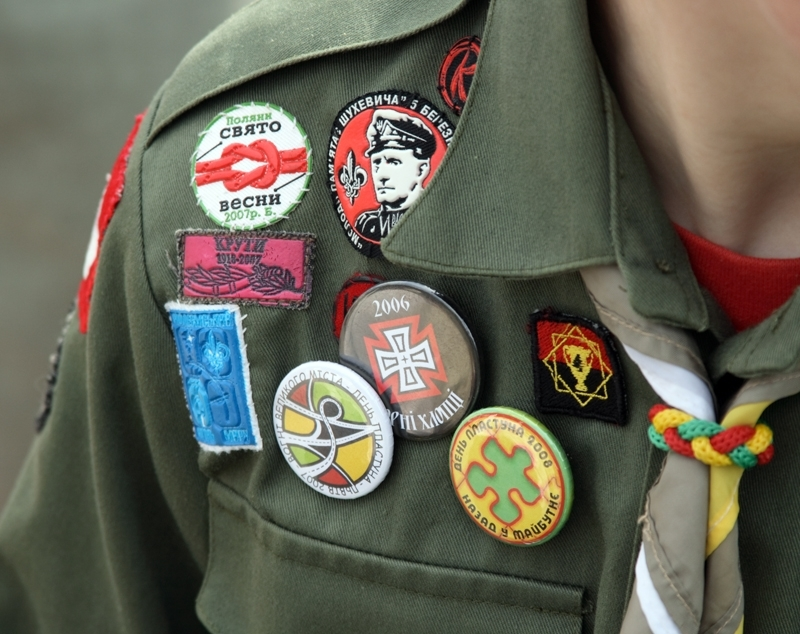
Отличительные награды за участие в мероприятиях

«Пласт» является организацией скаутского типа. Организация объединяет 10 тысяч пластунов разных возрастов — от самых младших 6-летних пластунов-новичков до пластунов-сениоров, которые помогают в воспитательной работе и в других сферах деятельности «Пласта».
В 2009 году была создана единая Национальная организацию скаутов Украины — «НОСУ», куда в индивидуальном порядке пошли и некоторые члены «Пласта», что позволило некоторым пластунам, состоящим в членстве «НОСУ», называться скаутами.
На январь 2020 года, 137 местных отделений «Пласта» действовали в 23 областях Украины, а также в Киеве. Особенно успешно — отделения в Ивано-Франковской, Львовской, Ровненской, Тернопольской областях и ещё в 8 странах. Продолжается создание местных отделений в Харьковской, Луганской, Днепропетровской, Запорожской, Киевской, Черкасской, Одесской областях.
«Пласт» сотрудничает с органами государственной власти и общественными организациями, в частности с Министерством по делам семьи, молодёжи и спорта, Федерацией спортивного туризма Украины, Институтом проблем воспитания АПН Украины и др. Осуществляется активное сотрудничество с церквями разных конфессий.
Также, «Пласт» успешно сотрудничает со скаутами со всего мира.
В 2010 году председателем краевой пластовой рады (законодательного органа «Пласта») был избран Игорь Фиглюс, а председателем краевой пластовой старшины (исполнительного органа «Пласта») была избрана Ольга Синкевич.

## Пластовое приветствие
СКОБ! — ((укр. Сильно Красно Обережно Бистро), Сильно Красиво Осторожно Быстро) — приветствие-клич пластунов. Буквы приветствия являются первыми буквами четырёх слов, которые характеризуют существенные признаки хорошего пластуна, или указывают, каким он должен быть: Сильным разумом и телом, Красным (красивым) душой, Осторожным в своих замыслах и планах, Быстрым в мыслях и делах.
Образными символами этих признаков являются дубовый листок, кисти красной калины, мухомор и молния.
Дуб — твёрдое (сильное) дерево, поэтому его листок стал символом силы.
Ягодками калины столетиями украшали венки, волосы и т. д., калина — символ красоты.
Мухомор — ядовитый гриб, которого нужно остерегаться, поэтому он стал символом осторожности.
Молния со своей скоростью — это символ быстроты.
Само по себе слово означает название породы орла — орлан (укр. скоб) белохвостый (Haliaeetus albicilla). Пластуны приняли его как свой символ.